# 狂武蔵
『狂武蔵』（くるいむさし、CRAZY SAMURAI MUSASHI）は、2020年8月21日公開の日本映画。監督は下村勇二、主演のTAK∴（坂口拓）が宮本武蔵を演じた。
2013年4月6日、ヒューマントラストシネマ渋谷にて「坂口拓引退興行　男の花道　最後の愛」イベント中で1日だけ上映された後、2020年8月21日から全国で公開されたため、公式サイトやメディアでは「9年前、撮影したまま眠っていた」などと表現される。

## 製作
上映時間91分のうち、77分にわたりワンシーンワンカットで坂口拓が殺陣を行う。プロデューサーの太田誉志は坂口の殺陣について、開始30分ほどは展開の少なさに不満を覚えたが、本当に疲れ戦う坂口に徐々に感情移入し、50分を超えたころには「殺気がなくなり、全身の力が抜け、相手を見るのではなく、五感を研ぎ澄まし本能で戦う」と表現している。
太田によれば、作品は前述の坂口引退イベントにて1日だけ上映されたが、「正式な音楽や効果音、映像処理などのポスプロ作業は仮の状態」であったという。公開させるためには作品としてさらに完成させるための予算が必要となり、クラウドファンディングを行った。
2018年8月31日からクラウドファンディングCAMPFIREで目標金額3,000,000円を設定し支援者の募集をスタートさせ、2018年10月30日に募集を終了。966人の支援者により7,818,500円の資金を集めた。また、2020年9月19日に急逝した斎藤洋介の遺作となった。

## あらすじ
1604年（慶長9年）、吉岡流道場の一門は、宮本武蔵の道場破りにて、一門の吉岡清十郎と弟の吉岡伝七郎を失い、武蔵に恨みを抱いていた。一門は清十郎の嫡男でまだ9歳の又七郎と武蔵の決闘の場を設け、そこで一門衆・野武士ら総勢588人とで武蔵を襲撃する計画をたてた。しかした突如現れた武蔵は奇襲を仕掛け、逆に一門衆らを皆殺しにした。

## キャスト
- 宮本武蔵 - 坂口拓[2]
- 忠助 - 山﨑賢人[7]
- 師匠 - 斎藤洋介[7]